# Чиполла, Карло
Карло Манлио Чиполла (итал. Carlo M. Cipolla; 15 августа 1922, Павия, Италия — 5 сентября 2000, там же) — итальянский историк экономики.
Лауреат премии Бальцана (1995).

## Биография
Родился 15 августа 1922 года в Павии. В молодости хотел преподавать историю и философию, поэтому поступил на факультет политологии в Павийском университете.
Во время обучения заинтересовался историей экономики, в чём ему помог профессор Франко Борланди, специалист по средневековой экономической истории. 
В 1944 году окончил Павийский университет и получил свою первую академическую степень. Впоследствии, после окончания войны, обучался в Парижском университете и Лондонской школе экономики.
Начал карьеру преподавателя экономической истории в Катании в 1949 году. В дальнейшем, вплоть до 1978 года, преподавал в университетах Венеции, Турина, родной Павии,  а также в Высшей нормальной школе Пизы.
Был удостоен Фулбрайтовский стипендии в 1953 году.
В 1959—1992 годах работал в Калифорнийском университете в Беркли. Уйдя в отставку, стал эмерит-профессором кафедры экономики.
Читал лекции в университетах Цинциннати, Кембридже. Был приглашенным лектором во многих европейских университетах.
Автор более 20 книг, переведенных на не менее 15 языков.
Прожил 30 лет в браке с Орой Чиполла. Умер в возрасте 78 лет от болезни Паркинсона 5 сентября в Павии.

## Эссе
Наиболее известен двумя, написанными им 1970-х годах, эссе: «Перец, вино (и шерсть) как динамические факторы общественно-экономического развития в Средние века» и «Основные законы человеческой глупости»
В первом эссе автор анализирует корреляцию между импортом специй и взрывным ростом населения в позднем Средневековье, опираясь на представление о перце как мощном афродизиаке. 

### «Основные законы человеческой глупости»

Диаграмма разбита на четыре части: умные люди, действия которых полезны и обществу, и человеку; наивные люди, действия которых полезны обществу, но самим наивным людям доставляют неприятности; бандиты, чьи действия приносят вред обществу, но приносят пользу самим бандитам; глупцы, которые вредят и себе, и людям.

Во втором эссе, «Основные законы человеческой глупости» , Чиполла предложил получившую известность двумерную диаграмму характеристики поведения индивидуумов в социуме. 
Основные законы человеческой глупости их автор сформулировал так:
1. Всегда и везде люди неизбежно преуменьшают количество глупцов, имеющихся в обращении.
2. Вероятность того, что тот или иной человек окажется глуп, не зависит ни от какой другой характеристики этого человека.
3. Глупый человек — это такой человек, который наносит вред другому человеку или группе людей, сам не получая при этом никакой выгоды и даже, возможно, неся убытки.
4. Неглупые люди всегда недооценивают вредоносную силу глупых людей. В частности, неглупые люди постоянно забывают о том, что всегда и везде и при любых обстоятельствах попытки иметь дело и/или связываться с глупыми людьми неизбежно плохо кончаются и дорого обходятся.
5. Глупый человек — самый опасный из всех типов людей.

## Награды
Член Королевского Исторического общества Великобритании, Американского философского общества, Американской академии искусств и наук и Академии деи Линчеи.
Членкор Британской академии.
В 1995 году он получил премию Бальцана по экономической истории.
Лауреат Премии Президента Республики Италия.
Почётный доктор Технического университета Цюриха (1980), почётный доктор медицины Павийского университета (1992).

## Работы
- Studi di storia della moneta: i movimenti dei cambi in Italia dal sec. XIII al sec. XV, Pavia 1948;
- Mouvements monétaires dans l’Etat de Milan 1580-1700, Parigi 1952;
- Money, Prices and Civilization in the Mediterranean World, Princeton 1956;
- Le avventure della lira, Milano 1958;
- Storia dell’economia italiana, Torino 1959;
- The Economic History of World Population, Harmondsworth 1962;
- Guns and Sails in the Early Phase of European Expansion, Londra 1965;
- Clocks and Culture, 1300-1700, Londra 1967;
- Literacy and Development in the West, Harmondsworth 1969;
- The Economic Decline of Empires, Londra 1970;
- European Culture and Overseas Expansion, Harmondsworth 1970;
- Cristofano and the Plague. A Study in the History of Public Health in the Age of Galileo, University of California Press, Londra-Berkeley-Los Angeles 1973;
- Before the Industrial Revolution. European Society and Economy, 1000-1700, New York 1976; Routledge, Londra, 3’ edizione 1993;
- Public Health and the Medical Profession in the Renaissance, Cambridge 1976;
- Chi ruppe i rastelli a Montelupo?, Il Mulino, Bologna 1977;
- Saggi di storia economica e sociale, Il Mulino, Bologna 1988;
- Tra due culture. Introduzione alla storia economica, Il Mulino, Bologna 1988;
- Le tre rivoluzioni e altri saggi di storia economica e sociale, Il Mulino, Bologna 1989;
- Il Governo della moneta a Firenze e a Milano nei secoli XIV e XVI, Il Mulino, Bologna 1990;
- Introduzione allo studio della storia economica, Il Mulino, Bologna 1993;
- Tre storie extra-vaganti, Il Mulino, Bologna 1994.